# حملة عباس الأول على شروان
حدثت حملة شروان لعباس الأول في 1606-1607 أثناء الحرب العثمانية الصفوية (1603–1618). لقد فقد الصفويون سيطرتهم على المحافظة بموجب معاهدة القسطنطينية لعام 1590. وفي شتاء 1606، غزا الملك الصفوي (الشاه) عباس الأول (حكم من 1588 حتى 1629) شيرفان. سرعان ما سقطت دربند وباكو نتيجة للانتفاضات المؤيدة للصفويين، وفي ربيع عام 1607 نجح عباس الأول ورجاله في محاصرة شماخى، العاصمة الإقليمية لشروان. ومع استعادة شروان، استعاد الصفويون جميع الأراضي التي خسروها لصالح العثمانيين في عام 1590. (انظر معاهدة نصوح باشا)